# Bebra
Bebra är en stad i Landkreis Hersfeld-Rotenburg i Regierungsbezirk Kassel i förbundslandet Hessen i Tyskland. 
De tidigare kommunerna Asmushausen, Gilfershausen, Rautenhausen, Braunhausen, Imshausen, Solz, Iba, Weiterode, Breitenbach, Blankenheim och Lüdersdorf uppgick i Bebra 31 december 1971.